# اڭودی نلخیر
اڭودی نلخیر (به فرانسوی: Agoudi N'Lkhair) یک منطقهٔ مسکونی در مراکش است که در تادله ازیلال واقع شده‌است.

## خصوصیات
اڭودی نلخیر ۱۱٬۷۴۵ نفر جمعیت دارد.